# Quamtana mbaba
Quamtana mbaba är en spindelart som beskrevs av Huber 2003. Quamtana mbaba ingår i släktet Quamtana och familjen dallerspindlar. Inga underarter finns listade i Catalogue of Life.